# Émile Belloc
Pour les articles homonymes, voir Belloc (homonymie).
Émile Jean Baptiste Belloc, né le 13 octobre 1841 à Toulouse, mort le 14 mai 1914 à la clinique Oudinot dans le 7e arrondissement de Paris, est un pyrénéiste français connu pour ses études hydrographiques des lacs des Pyrénées.
Bien qu'il vive à Paris, Émile Belloc consacre tout son temps aux Pyrénées, soit pour des ascensions pour son plaisir, soit pour y réaliser des études poussées. Il étudie l'hydrologie et la glaciologie, précédant dans ce domaine l'abbé Ludovic Gaurier, ainsi que la toponymie, principalement dans le Luchonnais. Seul sur un petit canot Berthon, il explore les lacs d'Oô, d'Espingo, de Caillauas, des Gourgs-Blancs, les boums du port de Vénasque, pour en mesurer les dimensions et la profondeur. Il a inventé pour cela le sondeur Belloc, constitué d'un câble métallique et d'un cadran gradué, qui sera utilisé par ses successeurs, Gaurier, l'ingénieur André Delebecque (1891), pour qui il réalise les études pyrénéennes d'un vaste ouvrage sur l'hydrologie, et le prince Albert Ier de Monaco (1894). Il publie lui-même de nombreuses communications sur ses travaux.
Connaisseur de la langue occitane, il s'efforce de redonner orthographe et sens à des toponymes maltraités par des mauvaises transcriptions ou traductions. Il rétablit, le premier, le nom du Néthou en Aneto, nom du village espagnol au pied de cette montagne : même si, prononcé « à la française », « Néthou » est plus proche de l'original.
En 1896, il tente en vain de mettre en évidence le parcours souterrain des eaux de la Maladeta qui s'engouffrent dans le Trou du Toro (ou forau des Aigualluts). Contrairement à l'intuition de Ramond de Carbonnières, il s'oppose à l'idée que ces eaux puissent, constituant la source de la Garonne, se diriger vers l'Atlantique, hypothèse qui sera prouvée par Norbert Casteret en 1931.
Bibliophile, Émile Belloc a constitué tout au long de sa vie d'importantes collections, qu'il a léguées à sa ville natale. Membre de la même section des Pyrénées centrales du Club alpin français, son nom fut donné au pic Belloc (3 008 m) sommet voisin du pic des Spijeoles. Homme modeste et discret, « l'homme des lacs pyrénéens », selon Beraldi, était aussi un « violoniste de premier ordre ». Du reste, Beraldi le rajoute volontiers à sa Pléiade pyrénéiste.

## Publications
- Observations sur les noms de lieux de la France méridionale (1907)
- Les Rias de la côte occidentale d'Ibérie et les formations analogues fjords, firths, friths, lochs, loughs, aberiou, etc., origine, description, toponymie (1913)
- Glaciers et cours d'eau souterrains du versant septentrional de la Maladeta (1898)
- Seuils et barrages lacustres (1895)
- Note sur les diatomées marines de la côte occidentale du Maroc, extrait des Comptes rendus du congrès des Sociétés savantes en 1902 (1903)
- Observations sur les noms de lieux de la France méridionale, extrait du Bulletin de géographie historique et descriptive, no 3, 1906. (1907)
- Les Diatomées de Luchon et des Pyrénées centrales (1887)
- Seuils et barrages lacustres résumé (1896)
- Déformations des noms de lieux pyrénéens, extrait du Bulletin de géographie historique et descriptive, no 1. 1907 (1907)
- Explorations sous-lacustres. Les lacs du massif de Néouvielle, Hautes-Pyrénées (1895)
- Flore et faune des lacs littoraux d'eau douce du golfe de Gascogne résumé (1896)
- Observations sur quelques tanches vertes de Russie (1902)
- L'Aquiculture en Suisse (1899)
- L'Aquiculture dans le sud-ouest de la France (1896)
- Explorations sous-lacustres. Les lacs littoraux du golfe de Gascogne (1895)
- Explorations sous-lacustres. Le lac d'Oô, Haute-Garonne, Pyrénées centrales, sondages et dragages (1890)